# Karl Hoffmann (Indogermanist)

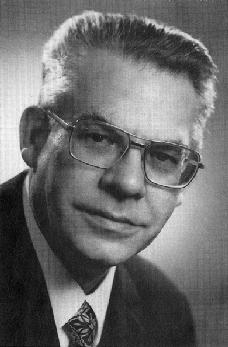
Karl Hoffmann

Karl Hoffmann (* 26. Februar 1915 in Hof am Regen, Oberpfalz; † 21. Mai 1996 in Erlangen) war ein deutscher Indogermanist und Indoiranist. Er hatte von 1955 bis 1983 den Lehrstuhl für vergleichende indogermanische Sprachwissenschaft an der Universität Erlangen-Nürnberg inne.

## Leben
Hoffmann wuchs als Sohn eines Bahnbeamten in München auf und studierte dort bei ab 1934 Indogermanistik und Indoiranistik (u. a. bei Ferdinand Sommer). Bei Walther Wüst wurde er 1941 mit einer Arbeit über Die altindoarischen Wörter mit -ṇḍ- besonders im Ṛgveda promoviert. 1951 habilitierte er sich in München mit der Arbeit Der Injunktiv im Veda. Eine synchronische Funktionsuntersuchung (Heidelberg 1967).
Von 1952 bis 1955 lehrte er als außerordentlicher Professor für Vergleichende Sprachwissenschaft an der Universität Saarbrücken. Von 1955 bis 1983 hatte er den Lehrstuhl für vergleichende indogermanische Sprachwissenschaft und indo-iranische Philologie an der Universität Erlangen-Nürnberg inne. Einen Ruf nach Bonn (1962) lehnte er ab. Seit 1972 war er ordentliches Mitglied der Bayerischen Akademie der Wissenschaften.
Hoffmann verstand Indoiranistik nicht nur als eine Kombination von Indologie und Iranistik, sondern als eigenständiges Fach, das historische Philologie und vergleichende Sprachwissenschaft der indoiranischen Sprachen umfasst. Er befasste sich mit den jeweils ältesten literarischen Sprachstufen: dem Vedischen sowie dem Avestischen und Altpersischen. Zu seinen Schülern gehören Johanna Narten, Bernhard Forssman, Rüdiger Schmitt, Gert Klingenschmitt, Heiner Eichner, Michael Witzel, Rosemarie Lühr, Norbert Oettinger und Eva Tichy. Sein Schüler Michael Witzel beschrieb das von Hoffmann belebte Erlanger Institut als Gurukula und “a situation that I never have met with anywhere else”.

## Veröffentlichungen (Auswahl)
- Der Injunktiv im Veda. Eine synchronische Funktionsuntersuchung. C. Winter, 1967, OCLC 3078845.
- Aufsätze zur Indoiranistik. Reichert, 1975, 1976, 1992, ISBN 3-920153-47-2.
- mit  Johanna Narten: Der sasanidische Archetypus. Untersuchungen zu Schreibung und Lautgestalt des Avestischen. Wiesbaden 1989, ISBN 3-88226-470-5.
- mit Bernhard Forssman: Avestische Laut- und Flexionslehre. Innsbruck 1996, ISBN 3-85124-652-7. (archive.org)

## Gedenkschrift
- Norbert Oettinger, Stefan Schaffner, Thomas Steer: „Denken sie einfach!“ Gedenkschrift für Karl Hoffmann. Dettelbach 2020, ISBN 978-3-89754-584-7.